# نیکی لین
نیکی لین (زاده ۱۷ اکتبر ۱۹۸۳) خواننده، ترانه‌سرا و هنرمند موسیقی کانتری آمریکایی است.
لین در گرین ویل، کارولینای جنوبی به دنیا آمد. او برای مدتی به عنوان طراح مد کار کرد. در سال ۲۰۰۶ به لس آنجلس و سپس به شهر نیویورک نقل مکان کرد. لین، که اکنون در نشویل زندگی می‌کند، او صاحب یک فروشگاه لباس به نام "High Class Hillbilly" است.

## آهنگ‌شناسی
- رفته، رفته، رفته (۲۰۱۱)

| عنوان                                             | سال  | اوج موقعیت‌های نمودار                    | آلبوم        |
| عنوان                                             | سال  | ایالات متحده ایرپلی آلترناتیو بزرگسالان | آلبوم        |
| ------------------------------------------------- | ---- | --------------------------------------- | ------------ |
| "رفته رفته رفته"                                  | ۲۰۱۲ | -                                       | پیاده‌روی شرم |
| "زمان مناسب"                                      | ۲۰۱۴ | ۲۵                                      | همه یا هیچ   |
| "ملکه بزرگراه"                                    | ۲۰۱۶ | -                                       | ملکه بزرگراه |
| "برنده تمام پولها"                                | ۲۰۱۷ | ۲۴                                      | ملکه بزرگراه |
| "Wait Till After Christmas" (شاهکار جوزف برادشاو) | ۲۰۱۷ |                                         |              |
| "اول بالا"                                        | ۲۰۲۲ | ۱۰                                      | جین و الماس  |
| "عنکبوت"                                          | ۲۰۲۲ | -                                       | جین و الماس  |
| "Born Tough"                                      | ۲۰۲۲ | -                                       | جین و الماس  |
| "جین و الماس"                                     | ۲۰۲۲ | ۲۳                                      | جین و الماس  |